# LOM M 332

M 332 im polnischen Luftfahrtmuseum (2021)

Der LOM M 332 ist ein luftgekühlter Vierzylinder-Viertakt-Flugmotor des tschechischen Herstellers Avia.  Es handelt sich um einen Reihenmotor mit hängend angeordneten Zylindern, die Kurbelwelle befindet sich in Normallage oben. Die Ölversorgung erfolgt durch einen Trockensumpf.

## Entwicklung
Der Motor M 332 wurde 1958 durch das Unternehmen Walter von Bohumil Simunek auf Basis des Walter Minor 4 III entwickelt. Abweichend vom Ausgangstyp wurde ein OHC-Ventiltrieb eingesetzt und der Motor mit einem abschaltbaren Kompressor sowie Saugrohreinspritzung versehen. Dies bedingte im Vergleich zum Ausgangstyp weitgehende Änderungen am Zylinderkopf sowie den Kolben. Die Sechszylindervariante bekam den Namen Avia M 337. Avia übernahm die Produktion von Walter und so wurden die Triebwerke von Avia bis 1989 gefertigt. Dann übernahm LOM die Fertigung und Reparatur der Triebwerke.
1992 wurde die Produktion des verbesserten M 332A aufgenommen. Gegenüber dem Ausgangstyp wurde das Kurbelwellengehäuse verstärkt und die Dichtung der Nockenwellengehäuse geändert. Dieser Typ M 332A wurde im November 1992 zugelassen. Eine weitere Variante ist der M 332AK mit geänderter Ölversorgung, der für unbegrenzten Rückenflug zugelassen ist. Die Zulassung erfolgte im Oktober 1994.
Ab 1993 wurden verschiedene Detailverbesserungen durchgeführt, um die Leistung zu steigern. So kam es zu Veränderungen an der Kurbelwelle, dem Einbau einer leistungsfähigeren Ölpumpe und zur Verwendung von Feinst-Ölfiltern. Dies führte zu den Varianten 332B mit erhöhter Drehzahl und 332C mit erhöhter Drehzahl und erhöhter Verdichtung.
2003 kam eine verbesserte Triebwerksregelung in die Fertigung, die es erlaubt, auch bei Verstellpropellern die Triebwerksleistung mit nur einem Hebel zu regulieren.

## Varianten
- A – Standardausführung für Propeller mit fester oder variabler Steigung. Zulassung für einfachen Kunstflug. Rückenflug ist auf 5 Sekunden begrenzt.
- AK – Geänderte Ölversorgung, so dass unbegrenzter Rückenflug zulässig ist.
- AR – Geänderte Ausführung für den Antrieb von Druckpropellern.
- AK.1 – Ausführung mit einer Drehstromlichtmaschine.
- B – Leistungsgesteigert, zulässige Drehzahl 3000/min, 160 PS (118 kW)
- BK – wie B, jedoch geänderte Ölversorgung, so dass unbegrenzter Rückenflug zulässig ist.
- C – Leistungsgesteigert, zulässige Drehzahl 3000/min, höhere Verdichtung, 169 PS (124 kW)

## Nutzung
- Aero Ae-145
- Orličan L-40

## Technische Daten
| Kenngröße                   | Daten                        |
| --------------------------- | ---------------------------- |
| Startleistung               | 140 PS (103 kW) bei 2700/min |
| Dauerleistung               | 120 PS (88 kW) bei 2400/min  |
| Verbrauch bei Dauerleistung | 34,55 l/h                    |
| Zylinder                    | 4, Reihe, hängend            |
| Stirnfläche                 | 0,195 m²                     |
| Bohrung                     | 104,9 mm                     |
| Hub                         | 115,06 mm                    |
| Hubraum                     | 3979 cm³                     |
| Verdichtung                 | 6,3:1                        |
| MTBO                        | 2000 h                       |
| Trockenmasse                | 124 kg                       |
| zulässige Beschleunigung    | +6 g / −3,5 g                |
| Länge                       | 1143 mm                      |
| Breite                      | 432 mm                       |
| Höhe                        | 635 mm                       |